# ХРТ 2
ХРТ 2 је телевизијска станица у Хрватској. Део је Хрватске радио-телевизије.
Програм се емитује од 27. августа 1972. из зграде Хрватске радиотелевизије, са Присавља, из Загреба. Од 14. јануара 2011. програм се емитује 24 сата дневно. На програму се емитују филмови, емисије и теленовеле Љубав у залеђу, Понос Раткајевих, Добре намјере, Битанге и принцезе, Одмори се, заслужио си и Казалиште у кући. Најстарија информативна емисија је вероватно Вијести на другом.
Од цртаћа приказују: Јухуху, Пустоловине Вилка и Тиле, Мајстор Боб, Пустоловине меде Падингтона и Мој мали пони (1-2 сезоне).